# Падневский, Филип
Филип Падневский (пол. Filip Padniewski; 1510 — 17 апреля 1572, Варшава) — польский религиозный и государственный деятель, епископ Перемышльский (1560) и Краковский (1560—1572). подканцлер коронный (1559—1562). Секретарь великий коронный. Сенатор.
Писатель, оратор, меценат науки и искусства.

## Биография
Родился в с. Скурки близ Жнина. Представитель шляхетского рода герба Новина. Образование получил в университете Ингольштадта в Германии. Молодые годы провёл при дворе императора Священной Римской империи Карла V.
В 1538—1542 изучал в Италии теологию. В начале 1541 в университете Падуи получил научную степень доктора обоих прав, затем некоторое время жил в Риме.
Был рукоположен в Польше. В качестве подканцлера коронного выполнял дипломатические поручения в Риме, к императорам Карлу V и Фердинанду I, был послом и секретарём короля польского и великого князя литовского Сигизмунда II Августа.
В 1560 стал епископом Перемышльским, а затем в том же году — Краковским.
Один из редакторов проекта Люблинской унии (1569). Польский проект унии составленный им предусматривал: избрание и коронование короля лишь в Польше, один вальный сейм, сенат и монету.
Покровительствовал учебным заведениям Речи Посполитой и поэту Яну Кохановскому.

## Избранные публикации и выступления
Писал на латинском языке.
- Wiersze łacińskie (1604)
- Elogia decem illustrium virorum Polonorum
- Diarium cuiusdam domestici Petri Tomicki episcopi cracoviensis
- Oratio ad Sigismundum Augustum… habita XXIII Maji 1548
- Literarum publicarum Regni Polonici sub Sigismundo Augusto… annis supra millesimum quingentesimum LIX, LX, LXI, LXII expeditarum
- Epistolae sub Sigismundi Augusti principatu ad Regni proceres, partim latine, partim polonice scriptae
- De viris aetatis suae et gentis illustribus liber.

Похоронен в краковском соборе Святых Станислава и Вацлава на Вавеле.